# Таун-Дів-05
Грама Ніладхарі Таун-Дів-05 (№ AP/15A/4) — Грама Ніладхарі підрозділу ОС Аккарайпатту, округ Ампара, Східна провінція, Шрі-Ланка.

## Демографія
| Населення (2007) | Населення (2007) | Населення (2007) | Населення (2007) | Населення (2007) |
| Населення        | Чоловіки         | Жінки            | Діти             | Дорослі          |
| ---------------- | ---------------- | ---------------- | ---------------- | ---------------- |
| 2163             | 1097             | 1066             | 871              | 1292             |